# 17gy busz (Budapest)
A budapesti 17-es (gyors 17-es) jelzésű autóbusz a 32-esek tere és a Pestszentlőrinc, Fedezék utca között közlekedett. A vonalat a Budapesti Közlekedési Zrt. üzemeltette.

## Története
1961. február 6-ától 117-es jelzéssel gyorsjárat közlekedett a 32-esek tere és a Gyömrői úti régi vám épülete között munkanapokon csúcsidőben. 1968. január 3-ától már az Erdész utcáig közlekedett, korábbi vonalán pedig 117A jelzéssel betétjáratot indítottak a megszűnő 17A busz helyett. 1972. január 31-én a 117A gyorsjárat megszűnt. 1977. január 3-án a 117-es a 17-es jelzést kapta. Külső végállomását 1977. december 1-jén a Fedezék utcához helyezték át. 1996. március 1-jétől már csak a reggeli csúcsban közlekedett.
A 2008-as paraméterkönyv első ütemének bevezetésével augusztus 19-én a 17-es busz megszűnt, majd 21-én elindult helyette a 217E a Blaha Lujza tér és a Szarvas csárda tér között, a 32-esek terét kivéve a korábbi gyorsjárat kimaradó megállóit pótolva.

## Útvonala
| Pestszentlőrinc, Fedezék utca felé | 32-esek tere felé |
| --- | --- |
| 32-esek tere vá. – Baross utca – Kőbányai út – Liget tér – Vaspálya utca – Gyömrői út – Ráday Gedeon utca – Pestszentlőrinc, Fedezék utca vá. | Pestszentlőrinc, Fedezék utca vá. – Ráday Gedeon utca – Gyömrői út – Vaspálya utca – Liget tér – Kőbányai út – Baross utca – Futó utca – Kis stáció utca – 32-esek tere vá. |

## Megállóhelyei
| 0  | 32-esek tere végállomás                                    | 27 | 9, 83 4, 6 89                                           |
| 4  | Orczy tér                                                  | 22 | 9, 83 24, 28 89                                         |
| 7  | Könyves Kálmán körút                                       | 19 | 9 1, 1A, 28                                             |
| 10 | Mázsa tér                                                  | ∫  | 9 28                                                    |
| 11 | Vaspálya utca (↓) Mázsa tér (↑)                            | 16 | 9, 17, 51, 62, 95, 117, 151, 185 3, 28, 62 Kőbánya alsó |
| 14 | Gyógyszergyár                                              | 12 | 51, 117, 151                                            |
| 15 | Diósgyőri utca                                             | 11 | 17, 51, 117, 151                                        |
| 16 | Sibrik Miklós út (↓) Sibrik Miklós út (Gyömrői út) (↑)     | 9  | 17, 51, 68, 85, 98, 117, 151                            |
| 18 | Újhegyi út                                                 | 8  | 17, 98, 98                                              |
| 18 | Gyömrői út, Start Auto (↓) Gyömrői út 105., Start Auto (↑) | 7  | 17, 98                                                  |
| 19 | Hangár utca                                                | 6  | 17, 98, 98                                              |
| 20 | Gépjármű Javító Főműhely                                   | ∫  | 17, 98, 98                                              |
| 21 | Felsőcsatári út                                            | 5  | 17, 19, 36, 95, 98, 98, 193E, 200, 282E, 284E           |
| 22 | Lőrinci Fonó (↓) Attila utca (↑)                           | 4  | 17, 19, 36, 98, 98 Pestszentlőrinc                      |
| 23 | Vajk utca                                                  | 3  | 17, 98                                                  |
| ∫  | Csaba utca                                                 | 2  | 17, 98, 98                                              |
| 25 | Pestszentlőrinc, Fedezék utca végállomás                   | 0  | 17, 80, 93, 98, 98, 200                                 |